# Rotonda de los Casinos
La rotonda de los Casinos es una rotonda situada en Jerez de la Frontera (Andalucía, España).
Su origen se remonta al espacio urbano que quedó entre la muralla de Jerez y el antiguo arrabal de San Pedro, actualmente barrio de San Pedro.
El espacio público tomó forma de rotonda a raíz de servir como centro de comunicaciones entre vías de importancia como la calle Larga y la calle Bizcocheros, acentuado por la fuente situada en el centro. 
Su nombre se debe a los numerosos casinos que se abrían a la rotonda. 
El principal de ellos, el Casino Jerezano, estaba situado en la esquina con la calle Larga. Actualmente el inmueble cuenta con una función comercial.

## Actualidad
Debido a su situación dentro de la ciudad, la rotonda ha sido usada para diferentes actividades lúdicas, tales como ubicación de un árbol gigante de Navidad, punto de control del recorrido oficial de la Semana Santa, etc.
Por otra parte, actúa servido como centro neurálgico de la ciudad, principalmente como acceso a la calle Larga, distribuidor de tráfico de salida de la calle Honda en dirección Alameda Cristina, y también acceso al eje principal del barrio de San Pedro, la calle Bizcocheros.
Actualmente es una zona de intenso tráfico, con paradas de autobuses y sede de entidades financieras.

### Transporte
El futuro tranvía de Jerez tiene una parada planificada cerca de esa rotonda, frente a La Moderna.
Actualmente, tienen su parada las siguientes líneas:
| Línea | Trayecto                                            | Recorrido | Frecuencia Media (Laborables) |
| ----- | --------------------------------------------------- | --------- | ----------------------------- |
| 3     | Plaza Esteve – Las Torres - Ikea                    | Recorrido | 8-9 minutos                   |
| 16    | Rotonda de los Casinos – Hipercor – Ortega y Gasset | Recorrido | 10-11 minutos                 |
| 20    | Rotonda de los Casinos – García Lorca – Guadalcacín | Recorrido | 7-8 minutos                   |